# 铟
銦，是一種化學元素，其化學符號为In，原子序數为49，原子量為114.818 u。銦是鹼金屬除外最柔軟的金屬，外觀如錫般呈銀白色，它是一種後過渡金屬，在地殼中的成分佔0.21ppm。銦的熔點比鈉和鎵高，但低於鋰和錫。化學上，銦類似鎵和鉈，其性質主要介於兩者之間。銦在1863年由斐迪南·賴希和希羅尼穆斯·特奧多爾·里赫特透過光波分光計發現，他們因為其靛藍色的譜線而如此命名，隔年，銦才被分離出來。
銦是硫化鋅礦石的次要成分，且為鋅精煉的副產物。它主要運用在半導體產業、低熔點金屬合金如焊料、軟金屬高真空密封墊以及製造塗覆在玻璃上的透明氧化銦錫(ITO)導電膜。
雖然銦的化合物在注入血液時有些毒性，它並無生物角色。大多數的職業暴露是經由攝入與吸入，前者無法良好吸收，後者則會中度吸收。

## 性質

### 物理
銦是一種銀白色、高延展性且帶有光澤的後過渡金屬。它質軟（莫氏硬度1.2），如鈉般可以用刀切割，也會在紙上留下可見的線。它是週期表硼族元素的成員，性質主要介於與它上下比鄰的鎵和鉈之間。如同錫，當銦被彎曲時，可聽見高音頻的鳴聲──由於孿晶的爆裂聲；如同鎵，銦能浸潤玻璃，而與兩者相同的是，銦具有低熔點156.60°C (313.88 °F)，比同族中較輕的鎵高，但比同族中較重的鉈低，也比錫來得低。沸點為2072 °C (3762 °F)，比鉈高但低於鎵，此與熔點的普遍趨勢相反，但與其他後過渡金屬族的趨勢相同，原因是具有較少數未定域電子而造成的弱金屬鍵。
銦的密度是7.31 g/cm3，亦大於鎵但小於鉈。當低於臨界溫度3.41 K時，銦會成為超導體。銦以體心四方晶系形成結晶體，其空間群為I4/mmm (晶胞参数: a = 325 pm, c = 495 pm):此為輕微扭曲的面心立方結構，即每個銦原子有四個相距324pm和八個相距較遠(336pm)的相鄰原子。銦在液態汞中擁有比任何其他金屬更佳的溶解度（在0°C大於50%的質量百分率）。銦展現了延展黏塑的反應，其張力或壓縮與尺寸大小無關。然而，它在彎曲和壓痕時卻有尺寸效應，與長度規模50–100 µm的量級有關，遠比其他金屬大。

### 化學
銦有49個電子，電子組態是[Kr]4d105s25p1。
在化合物中，銦最常提供最外層的三顆電子成為銦(III)（In3+）。在一些例子中，5s的電子對並未提供而成為銦(I)（In+），此單價態的穩定性歸因於惰性電子對效應，即在較重的元素中可觀察到因相對論效應使5s軌域穩定，鉈（較銦重的同族元素）展現了甚至更強的效應，使得氧化成鉈(I)比氧化成鉈(III)更可能發生 ，然而鎵（較銦輕的同族元素）通常則只以+3的氧化態出現，因此，雖然鉈(III)是中強的氧化劑，銦(III)並不是，而且許多銦(I)的化合物是強大的還原劑。
儘管銦將s-電子囊括在化學鍵中所需的能量是13族金屬中最低的，但因鍵能在同族中越往下越減少，導致形成額外兩個鍵所得到的能量，很多時候並不足以補足失去5s-電子生成+3氧化態所需的能量。氧化銦(I)和氫氧化銦(I)是較為鹼性的，而氧化銦(III)和氫氧化銦(III)則較為酸性。
在各種不同反應中研究所得之銦的各種標準電極電位數值，反映了+3氧化態降低的穩定性：
| −0.40   | In2+ + e−   | ↔ In+  |
| −0.49   | In3+ + e−   | ↔ In2+ |
| −0.443  | In3+ + 2 e− | ↔ In+  |
| −0.3382 | In3+ + 3 e− | ↔ In   |
| −0.14   | In+ + e−    | ↔ In   |

銦金屬不與水反應，但是會被較強的氧化劑如鹵素氧化成銦(III)化合物。它不形成硼化物、矽化物或碳化物，而氫化物氫化銦(III)（InH3）頂多在低溫的醚溶液中短暫存在，相當不穩定以至於會自發性的無配位聚合 。銦在水溶液中相當鹼性，只展現些微的兩性特性，並且不同於它較輕的同族元素鋁和鎵，在鹼性溶液中是難溶的。

### 同位素
銦有39個已知的同位素，質量數範圍為97至135。只有兩個同位素以原始核種自然出現：銦-113以及銦-115，前者是唯一的穩定同位素，後者則具有4.41×1014年的半衰期，比宇宙年齡大4個數量級，比釷-232要长將近30000倍 ，115In的半衰期之所以極長是因為生成115Sn的β衰變是自旋禁止的。銦-115占了全部銦的95.7%。銦是穩定同位素在自然界的豐度少於長壽原始放射性同位素的三種已知元素之一（其他是碲和錸）。
最穩定的人造同位素是銦-111，擁有半衰期約2.8天，其他所有同位素的半衰期都少於5小時。銦也具有47個介態，其中銦-114m1（半衰期約49.51天）是最穩定的，除了原始同位素外，比其他銦同位素的基態都穩定。所有介態皆透過核異構躍遷進行衰變。比113In輕的銦同位素主要以電子捕获和正电子發射衰變成鎘同位素，而113In與更重者則主要以β衰變形成錫同位素。

## 化合物

### 銦(III)
氧化銦(III)（In2O3）是由銦金屬在空氣中燃燒，或其氫氧化物或硝酸鹽加熱形成。氧化銦具有類似氧化鋁的結構且為兩性物質，即與酸和鹼皆可反應。銦與水反應生成可溶性的氫氧化銦(III)，同樣也是兩性的；與鹼金屬產生銦酸(III)鹽；與酸則產生銦(III)鹽。
In(OH)3  +  3 HCl  →  InCl3 + 3 H2O
類似的，也存在和硫、硒、碲所形成的三比二之硫屬化合物。銦生成預期中的三鹵化物，其氯化、溴化和碘化會生成無色的 InCl3、InBr3以及黃色的InI3。這些化合物是路易士酸，類似為人熟知的三鹵化鋁。就如同相對應的鋁化合物，InF3是聚合體。
銦與氮族元素直接反應會生成灰色或半金屬III-IV的半導體，他們之中有許多會在潮濕空氣中緩慢分解，使得這些半導體化合物需要謹慎的儲藏，以避免和大氣接觸。氮化銦容易被酸和鹼攻擊。

### 銦(I)
銦(I)的化合物並不常見，其氯化物、溴化物和碘化物都是深色的，與製備來源的三鹵化物不同；氟化物只以不穩定的氣態存在 。黑色的粉狀氧化銦(I)是在氧化銦(III)加熱至700 °C時分解產生。

### 其他氧化態
較少見的，銦會以+2甚至是分數型的氧化態形成化合物。通常此類材料以銦－銦鍵結為特色，最顯著的是在鹵化物In2X4 與[In2X6]2−中 以及各種缺硫族化合物如In4Se3.。有些化合物會同時含有銦(I)和銦(III)，如InI6(InIIICl6)Cl3、 InI5(InIIIBr4)2(InIIIBr6)和 InIInIIIBr4.。

### 有機銦化合物
有機銦化合物以銦－碳鍵結為特色，多數是銦(III)的衍生物，但環戊二烯銦(I)是例外，它是第一個被發現的有機銦(I)化合物 ，且是聚合型的，由銦原子和茂基配合物交替形成鋸齒鏈狀結構 。最為人熟知的有機銦化合物可能是三甲基銦（In(CH3)3），用來製備某些半導體材料。

## 歷史
1863年，德國化學家斐迪南˙賴希和希羅尼穆斯˙特奧多爾˙里赫特在試驗來自薩克森邦弗賴貝格周圍礦井的礦石，他們將礦物黃鐵礦、砷黃鐵礦、方鉛礦和閃鋅礦溶解在[鹽酸]]中並提純粗氯化鋅。賴希是色盲，所以他雇用里赫特作助手以偵測有色譜線。由於他們知道源自該區的礦石有時含鉈，於是想尋找綠色的鉈放射光譜線，但取而代之的，卻找到了一條明亮的靛藍線，因為該靛藍線並不符合任何已知元素，他們於是假定在礦物中出現了新的元素。他們命名此元素為銦，源自在光譜中看見的靛藍色，從拉丁文indicum而來，意思是印度。
1864年，里赫特繼續分離此金屬。在1867年的世界博覽會，展出了一錠0.5公斤的銦塊 。後來，由於里赫特自稱是唯一的發現者，賴希和里赫特就此失和。

## 存在形式
銦是由中低質量恆星（質量為0.6~10個太陽）長期（長達數千年）的s-過程（慢中子捕獲）產生的。當一個銀-109原子（佔銀同位素的一半）捕獲一個中子時，它會β衰變為鎘-110。捕獲更多的中子後，它變成鎘-115，通過另一次β衰變成銦-115。這解釋了為什麼放射性同位素比穩定同位素更豐富。穩定的銦同位素銦-113，其質子比中子還多，起源尚不清楚；雖然已知銦-113可直接由s-和r-過程（快中子補獲）產生，並且還是非常長壽命的鎘-113（具有約8千兆年的半衰期）的子體，但無法解釋所有的銦-113來源。
銦在地殼中的元素含量排名佔第68位，大約50 ppb，與銀、鉍和汞相當。它很少形成自己的礦物，或者是以元素形式存在。已知銦礦物少於10種，如硫銦銅礦（CuInS2），沒有一種有足夠的濃度進行商業化採集。銦反而更常以微量存在於尋常礦物中，如閃鋅礦和黃銅礦。由此可知，它可以在冶煉過程中作為副產品提取出來。雖然在這些礦床中銦的豐富度相對於其地殼而言為高 ，但按現價以及當前的提取效率計算，都不足以支持銦作為主要產品。
銦的含量在其他金屬礦石中存在不同的估計。然而，在不採集主礦石的情況下，這些量是得不到的（見生產和可用性一節）。因此，銦的收獲效率基本上取決於採集這些礦石的速率，而不是銦的絕對量。這是在當前辯論中經常被遺忘的一個方面 ，例如：在耶魯的Graedel小組批判性評估中，一些研究引用了說明自相矛盾的低耗盡時間。

## 生產和可用性
銦在加工其他金屬礦物時作為副產物。它的主要來源是硫化鋅礦，硫化鋅礦主要存在於閃鋅礦中。有少量從硫化銅礦物中提取。在鋅冶煉的焙燒--電解提取的過程中，銦會聚集在富含鐵的殘餘物中。銦可從上述方式中提取，也可以直接從過程產生的溶液還原並通過電解進一步地純化。確切的過程因冶煉廠的運作方式而異.。
銦的生產受到每年提取的硫化鋅（和硫化銅）礦物數量的限制（因為銦是副產物）。因此，需要以供應潛力來衡量其可獲性。副產物的供應潛力定義為在當前市場條件下（技術和價格）每年從其主體材料中商業化提取的量 。副產品不需考量存量和來源，因為它不能獨立於主要產品中提取。最近的估計顯示，銦的供應潛力至少有1,300公噸/年是來自硫化鋅礦石以及20公噸/年來自硫化銅礦石 。這些數字遠遠高於目前的產量（2016年為655公噸） ，因此，在不顯著增加生產成本或價格的情況下，未來增加以副產品形式的銦的產量是可能的。2016年銦的平均價格為240美元/公斤，低於2014年的705美元/公斤。
截止2017年全球已知的1512处含铟矿床估计，全球铟资源量至少35.6万吨，其中已经公布资源量数据的101处矿床铟金属资源量合计约7.6万吨。中国、玻利维亚和俄罗斯是全球铟矿资源最为丰富的国家，以上三国铟矿资源量合计约占全球总量的60%，其中中国占比26%。
中國是銦的主要生產國（2016年為290公噸），其次是韓國（195公噸），日本（70公噸）和加拿大（65公噸）。加拿大英屬哥倫比亞省的泰克資源（Teck Resources）煉油廠是一家大型單一來源銦的生產商。2005年產量為32.5公噸，2004年產量為41.8公噸，2003年產量為36.1公噸。日本北海道札幌市南區的豐羽礦山曾是世界最大的銦產地，但已於2006年起停止採礦。
2019年全球原生铟产量760吨，其中，中国产量300吨（全球占比39%）；韩国产量为240吨（全球占比31%）。
全球銦主要用於LCD生產。隨著液晶電腦螢幕和液晶電視的普及，目前LCD生產佔銦消耗量的50％， 從1990年代末到2010年，需求迅速增長。提高生產效率和回收利用（特別是在日本）在供需之間保持了平衡。根據聯合國環境規劃署的報告，銦的報廢回收率不到1％。

## 應用
1924年，人們發現銦具有穩定有色金屬的重要特性，成為銦的第一次重要應用。第一次大規模應用是在第二次世界大戰期間，在高性能飛機的發動機中塗覆軸承，以防止損壞和腐蝕，但此已非現今主要用途。人們在易熔合金、焊料和電子產品中發現銦的新應用。在1950年代，銦的微小珠子用於PNP合金電晶體的發射極和集電極。在1980年代中後期，用於液晶顯示器（LCD）的磷化銦半導體和氧化銦錫（ITO）薄膜的發展引起人們的極大興趣。到1992年，薄膜應用已成為銦最大的應用。

氧化銦(III)和氧化銦錫（ITO）用作導電發光板中玻璃基板上的透明導電塗層。氧化銦錫用作低壓鈉蒸汽燈中的濾光器。紅外輻射被反射回燈中，可提高燈管內的溫度並改善燈的性能。
銦有許多與半導體相關的應用。一些銦化合物，如銻化銦和磷化銦，是有用的半導體。一種常用於半導體的銦化物是三甲基銦（TMI），三甲基銦也用作II-VI價化合物半導體中的半導體摻雜劑。 InAs和InSb用於低溫晶體管，InP用於高溫晶體管 。半導體化合物InGaN和InGaP可用於發光二極體（LED）和雷射二極體。銦在太陽能電池中作為銅銦鎵硒半導體（CIGS），也稱為CIGS太陽能電池（一種第二代薄膜太陽能電池）。銦用於含鍺的PNP雙極結晶體管，因為當在低溫下焊接時，銦不會對鍺產生影響。
銦絲在低溫和超高真空應用中用作真空密封和熱導體，例如作為填充間隙的墊圈 。銦可製造鎵銦錫合金，該合金在室溫下是液體，在某些溫度計中取代汞。其他銦與鉍、鎘、鉛和錫的合金，具有較高的熔點（仍然偏低，50至100°C），用於消防噴淋系統和熱調節器。
銦是鹼性電池中汞的一種替代品，可防止鋅腐蝕和產生氫氣。添加銦到一些牙科用汞合金中以降低汞的表面張力，節省汞合金用量並提高其融合性。
銦的高度補捉中子的典型特性適用於核反應堆的控制棒，通常是80％銀、15％銦和5％鎘的合金。在核工程中，113In和115In的 (n,n') 反應用於確定中子通量的大小。

## 生態角色與預防危害
銦沒有參與任何生物體的代謝。與鋁鹽類似，當注射時，銦(III)離子對腎臟有毒。氧化銦錫和磷化銦中的銦離子會對肺和免疫系統造成傷害，然而若以攝入的銦量來衡量毒性大小，注射水合氧化銦的毒性是四十倍以上。放射性銦-111（化學上非常少量）用於核醫學測試，作為放射性追踪劑，用於追踪體內標記蛋白質和白血球的運動 。銦化合物在攝入時大多不被吸收，吸入時僅適度吸收；在排出前，它傾向於暫時被儲存於肌肉皮膚和骨頭裡，在人體內的半衰期約兩周。
人們在工作場所中可能吸入、攝入、皮膚接觸和眼睛接觸暴露於銦。國家職業安全與健康研究所提到8小時工作日的建議暴露限制(REL)為0.1 mg/m3以下。

## 外部連結
- 元素铟在洛斯阿拉莫斯国家实验室的介紹（英文）
- —— 铟（英文）
- 元素铟在The Periodic Table of Videos（諾丁漢大學）的介紹（英文）
- 元素铟在Peter van der Krogt elements site的介紹（英文）
- WebElements.com – 铟（英文）